# Carlos Foradada
Carlos Foradada Baldellou – hiszpański malarz i historyk sztuki.
Jest doktorem sztuk pięknych Politechniki w Walencji oraz magistrem sztuk pięknych Królewskiej Akademii Sztuk Pięknych San Carlos. Wziął udział w licznych wystwach indywidualnych i zbiorowych.
W grudniu 2010 r. opublikował pracę naukową dotyczącą czarnych obrazów Francisca Goi zatytułowaną Los contenidos originales de las Pinturas Negras de Goya en las fotografías de Laurent. Las conclusiones de un largo proceso.